# Tělovýchovná jednota Sparta ČKD Praha 1970-1971
Questa voce raccoglie le informazioni riguardanti il Tělovýchovná jednota Sparta ČKD Praha nelle competizioni ufficiali della stagione 1970-1971.

## Stagione
Lo Sparta Praga raggiunge il quarto posto torneo nazionale ma non raggiunge la finale di coppa cecoslovacca. Lo Sparta partecipa alla Coppa delle Fiere: dopo aver sconfitto Athletic Bilbao (3-1) e Dundee United (3-2) vengono eliminati dai futuri vincitori della competizione del Leeds United.

## Calciomercato
Viene acquistato Pavel Melichar e Pavel Dyba viene ceduto al Dukla Praga. Tra luglio e dicembre Mašek venne ceduto in prestito al Dukla Praga: ritornò a gennaio del 1971.

## Rosa
| N. |                           | Ruolo | Calciatore         |
| -- | ------------------------- | ----- | ------------------ |
|    | Cecoslovacchia (bandiera) | P     | Vladimir Brabec    |
|    | Cecoslovacchia (bandiera) | P     | Antonin Kramerius  |
|    | Cecoslovacchia (bandiera) | D     | Václav Migas       |
|    | Cecoslovacchia (bandiera) | D     | Jan Tenner         |
|    | Cecoslovacchia (bandiera) | D     | Pavel Melichar     |
|    | Cecoslovacchia (bandiera) | D     | Tibor Semendak     |
|    | Cecoslovacchia (bandiera) | D     | František Chovanek |
|    | Cecoslovacchia (bandiera) | D     | Oldřich Urban      |
|    | Cecoslovacchia (bandiera) | D     | Vladimir Táborsky  |

| N. |                           | Ruolo | Calciatore       |
| -- | ------------------------- | ----- | ---------------- |
|    | Cecoslovacchia (bandiera) | C     | Svatopluk Bouska |
|    | Cecoslovacchia (bandiera) | C     | Václav Vrana     |
|    | Cecoslovacchia (bandiera) | C     | Petr Uličný      |
|    | Cecoslovacchia (bandiera) | C     | Bohumil Veselý   |
|    | Cecoslovacchia (bandiera) | A     | Václav Mašek     |
|    | Cecoslovacchia (bandiera) | A     | Ivan Mráz        |
|    | Cecoslovacchia (bandiera) | A     | Jaroslav Barton  |
|    | Cecoslovacchia (bandiera) | A     | Josef Jurkanin   |